# قصر سيئون
الحصن القديم أو قصر سيئون أو قصر الكثيري ،كما هو معروف في الوقت الحالي، هو قصر الحكم لسلاطين الدولة الكثيرية التي حكمت وادي حضرموت لفترة خلت من التاريخ، ويعد أحد أكبر المباني المبنية من الطوب اللبن في العالم، وتستخدم صورة لقصر سيئون على العملة الورقية من فئة 1000 ريال يمني.
اتخذه السلطان بدر أبو طويرق (من سلاطين آل كثير) مقرا لإقامته في العام 992 هجري بعد أن جدد عمارته وبنى بجانبه مسجدًا، ومن حينها أصبحت مدينة سيئون عاصمة للدولة الكثيرية وعاصمة للوادي ككل. وفي العام 1274 هجري قام السلطان غالب بن محسن الكثيري بتجديد بناء القصر ثم أكمله ابنه المنصور بن غالب الكثيري ثم قام علي بن منصور الكثيري بإتمام العمارة بشكل الذي نراه اليوم وكان الانتهاء من ذلك في العام 1355 هجري.

## الموقع
يتربع القصر على تله في قلب السوق العام بمدينة سيئون و قصر الكثيري بذلك يتوسط المدينة ككل.

## بناؤه
يعتبر قصر السلطان الكثيري من أبرز المعالم التاريخية في الوادي حيث يتميز بجماله وتناسقه وكبره ويضم بداخله 45 غرفه والكثير من الملحقات والمخازن. وقد بني القصر من الطين حيث تزدهر في وادي حضرموت العمارة الطينية إلى اليوم وذلك لملاءمتها جو الوادي الذي يتميز بالحرارة والجفاف.
يضم القصر اليوم متحفا يحتوي على كثير من المصنوعات الحرفية وكثير من الأدوات التي كانت تستخدم في تلك المرحلة، ويرتاد المتحف العديد من الزوار طوال أيام العام.
اختارت الحكومة اليمنية صورة القصر لتكون على واجهة العملة الجديدة فئة ألف ريال باعتباره من أهم المعالم التاريخية اليمنية ويعتبر أهم تحفة معمارية في جنوب شبه الجزيرة العربية ومفخرة للمعمار العربي التاريخي.